# Ghiacciaio Beardmore
Il ghiacciaio Beardmore (in inglese Beardmore Glacier) è un ghiacciaio antartico. Con una larghezza che supera i 160 chilometri è uno dei più vasti ghiacciai del mondo.
Localizzato ad una latitudine di 83° 45' sud e ad una longitudine di 171°00' est, domina la barriera di Ross estendendosi dai Monti della Regina Alessandra, ai monti del Commonwealth, toccando anche il Plateau antartico. Il ghiacciaio è stato una delle prime vie di accesso al Polo sud.
Il ghiacciaio è stato scoperto nel 1908 da Ernest Henry Shackleton durante la spedizione Nimrod. Anche se Shackleton tornò indietro prima di raggiungere l'obiettivo riuscì a scoprire l'esistenza di un percorso per arrivare al Polo e fu la prima persona a raggiungere il grande plateau antartico. Nel 1911-12 Robert Falcon Scott durante la spedizione Terra Nova utilizzò il percorso scoperto da Shackleton per raggiungere il Polo Sud, ma Roald Amundsen era arrivato prima di lui passando dall'allora ignoto ghiacciaio Axel Heiberg.
Il ghiacciaio Beardmore è intitolato a William Beardmore, un industriale scozzese sponsor della spedizione di Shackleton.
Nel 2016 sul ghiacciaio sono stati trovati i primi fossili di scarabeo, sotto forma di custodie alari ( elitra ) dello scarabeo della tundra antartica di Ball, risalente tra i 14 e 20 milioni di anni.